# Британское психологическое общество
Британское психологическое общество (англ. British Psychological Society (BPS)) — профессиональная общественная организация психологов Великобритании.
Общество зарегистрировано как благотворительная организация. Основная деятельность направлена на повышение стандартов обучения и практики в психологии, увеличение влияние практической психологии в обществе и повышение осведомленности общественности в психологии.
Главный офис общества расположен в Лестере, региональные отделения — в Белфасте, Кардиффе и Лондоне. Лондонский офис является основным местом для проведения встреч и конференций.

## История общества
Первые психологические общества и организации стали появляться в конце XIX — начале XX века. Британское психологическое общество было основано десятью исследователями 24 октября 1901 года в Университетском колледже Лондона как Психологическое общество с целью продвижения научных психологических исследований и развития сотрудничества между представителями различных ветвей психологии. В 1906 году название было изменено на «Британское психологическое общество», что было вызвано обнаружением другой организации с аналогичным названием.
На протяжении своей истории Общество неоднократно меняло свою структуру, создавая различные подразделения, советы, комитеты и подсистемы. В 1950 году количество членов БПО составляло 1897 человек, в 1960—2655, к 1982 году — более 10000, в настоящее время — свыше 45000.

## Структура и основные виды деятельности
В рамках Британского психологического общества (БПО) существуют такие подсистемы как: секции (sections), подразделения (divisions) и филиалы (branches). Филиалы делят общество по географическому принципу. В секции входят заинтересованные группы, в том числе интересующиеся специфическими аспектами психологии члены БПО. Полными членами подразделений могут стать только профессиональные и компетентные психологи. На данный момент общество состоит из 10 подразделений и 13 секций.
Среди основных видов деятельности, которыми занимается общество, называют ведение Каталога дипломированных психологов (Directory of Chartered Psychologists), доведение различной информации до общества, гарантирование высоких стандартов обучения и практики, проведение конференций, издательская деятельность и другие.

## Издательская деятельность
Частью миссии Британского психологического общества является издание книг, журналов (включая ежемесячник «The Psychologist»), бесплатного исследовательского дайджеста, а также других публикаций. Публикация журналов представляет собой существенную часть деятельности Британского психологического общества. Совместно с издательством «Wiley-Blackwell» БПО издаёт 11 журналов:
- British Journal of Psychology[англ.]
- British Journal of Clinical Psychology[англ.]
- British Journal of Developmental Psychology[англ.]
- British Journal of Educational Psychology[англ.]
- British Journal of Health Psychology[англ.]
- British Journal of Social Psychology[англ.]
- Psychology and Psychotherapy: Theory, Research and Practice[англ.]
- British Journal of Mathematical and Statistical Psychology[англ.]
- Journal of Occupational and Organizational Psychology[англ.]
- Legal and Criminological Psychology[англ.]
- Journal of Neuropsychology[англ.]